# Paul Lenglé
Paul Lenglé, né Paul Émile Lenglé le 19 décembre 1836 à Fresnes-sur-Escaut (Nord) et mort à Paris 8e le 15 octobre 1906, est un homme politique français.

## Biographie
Fils de Albert Lenglé (1798-1867) préfet du Second Empire, il devient chef de cabinet de son père, puis auditeur au Conseil d’État, sous-préfet de Commercy, secrétaire général de la préfecture d'Indre-et-Loire et sous-préfet de Saint-Gaudens. Il démissionne le 4 septembre 1870 et devient l'un des leaders du parti bonapartiste. Il est député de la Haute-Garonne de 1876 à 1881, siégeant au groupe de l'Appel au peuple. En 1888, il se rallie au boulangisme.
Il est le directeur politique du journal Le Pays de 1889 jusqu'au 3 juillet 1892.
Il meurt le 15 octobre 1906 et est enterré au cimetière du Père-Lachaise (91e division).

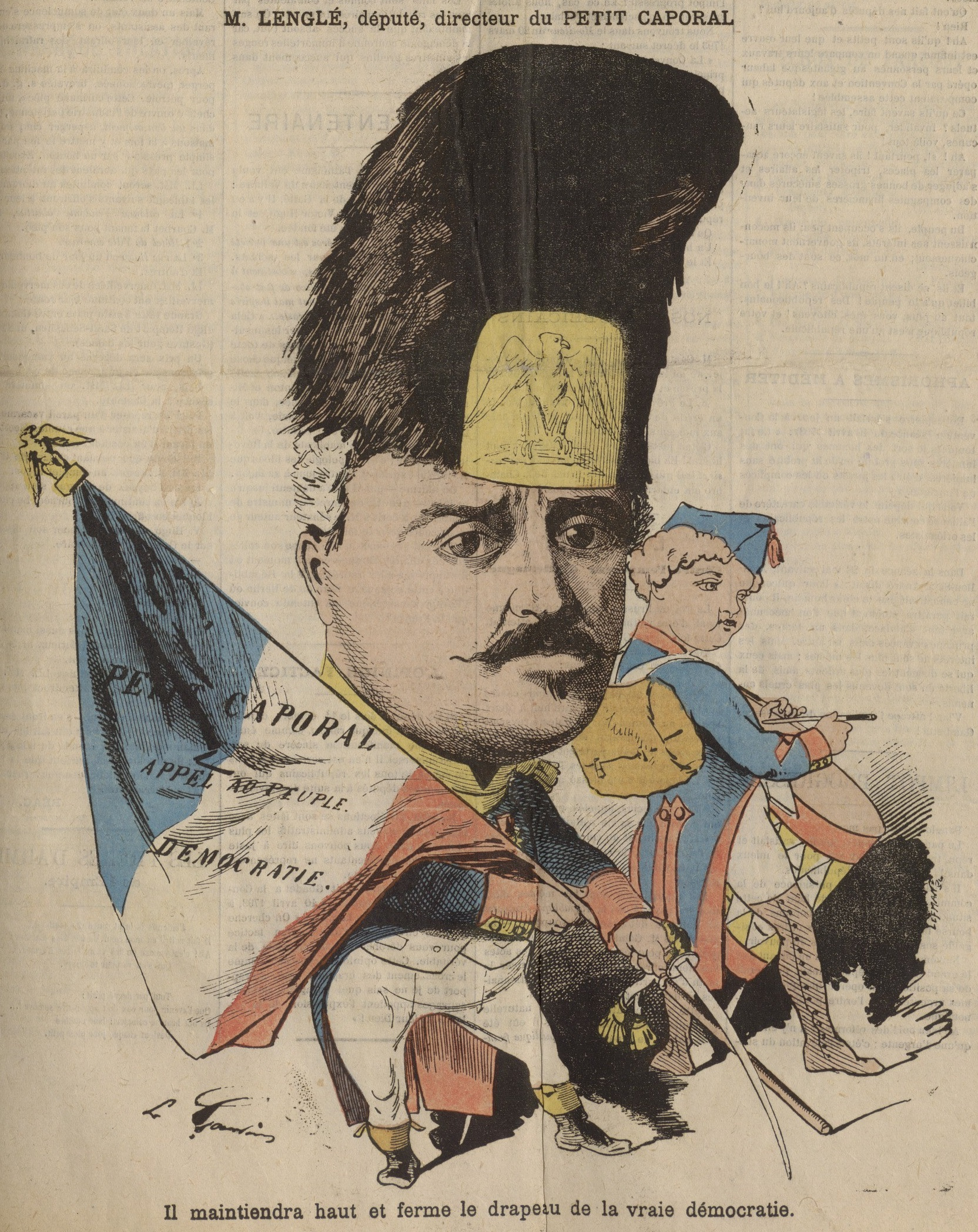
Caricature de Lenglé dans La Jeune Garde (9 juin 1878)

## Sources
- Ressource relative à la vie publique :   - Base Sycomore
- « Paul Lenglé », dans Adolphe Robert et Gaston Cougny, Dictionnaire des parlementaires français, Edgar Bourloton, 1889-1891 [détail de l’édition]
- « Paul Lenglé », dans le Dictionnaire des parlementaires français (1889-1940), sous la direction de Jean Jolly, PUF, 1960 [détail de l’édition]
- Notices d'autorité :   - VIAF
  - ISNI
  - BnF (données)
  - IdRef
  - Pays-Bas